# Falces (Navarra)
Falces település Spanyolországban, Navarra autonóm közösségben. Falces Andosilla, Lerín, Miranda de Arga, Tafalla, Olite, Marcilla és Peralta községekkel határos. Lakosainak száma 2353 fő (2024).

## Népesség
A település népessége az elmúlt években az alábbi módon változott:
| Lakosok száma | 2569 | 2575 | 2597 | 2641 | 2637 | 2443 | 2335 | 2315 | 2316 | 2353 |
|               | 2001 | 2004 | 2006 | 2009 | 2011 | 2014 | 2016 | 2019 | 2021 | 2024 |